# Bundestag
Bundestag (Deutscher Bundestag) je parlament u SR Njemačkoj sa sjedištem u zgradi Reichstaga u Berlinu. 
Parlament u Njemačkoj nije dvodomno tijelo iako zakondavnu funkciju imaju Bundestag i Bundesrata. Bundestag se sastoji od 598 ili više članova parlamenta i bira se na 4 godine. S obzirom na njemački mješoviti izborni sustav, može imati više zastupnika od predviđenog broja. Trenutni 20. saziv broji 736 zastupnika, a predsjednik je Bärbel Bas  (CDU), koji tu dužnost obnaša od 2021. godine.

## Nadležnost Bundestaga
Njemački Bundestag je jedino ustavotvorno tijelo na saveznoj razini Njemačke. Ona je zakonodavna vlast i može izmijeniti Ustav. U njenoj nadležnosti je verifikacija međunarodnih ugovora s državama i organizacijama. Njemački Bundestag donosi državni proračun. Ona imenuje apsolutnom većinom glasova njenih zastupnika saveznog kancelara (Bundeskanzler) i suodlučuje o izboru predsjednika Njemačke, saveznih sudaca i ostalih važnih saveznih tijela. 
Bundestag ima funkciju parlamentarnog nadzora nad radom njemačke Vlade (Bundesregierung) i izvršne vlasti, te nadzire upotrebu njemačke vojske (Bundeswehr).

## Sazivi i stranačka zastupljenost
| Broj zastupnika u Bundestagu | Broj zastupnika u Bundestagu | Broj zastupnika u Bundestagu | Broj zastupnika u Bundestagu | Broj zastupnika u Bundestagu | Broj zastupnika u Bundestagu | Broj zastupnika u Bundestagu | Broj zastupnika u Bundestagu | Broj zastupnika u Bundestagu | Broj zastupnika u Bundestagu |
| Bundestag                    | Saziv                        | Zastupnici                   | CDU/CSU                      | SPD                          | FDP                          | Zeleni1                      | PDS/ Die Linke2              | AfD,DP                       | Ostali                       |
| ---------------------------- | ---------------------------- | ---------------------------- | ---------------------------- | ---------------------------- | ---------------------------- | ---------------------------- | ---------------------------- | ---------------------------- | ---------------------------- |
| 1. saziv                     | 1949. – 1953.                | 402                          | 139                          | 131                          | 52                           | –                            | –                            | 17                           | 633                          |
| 2. saziv                     | 1953. – 1957.                | 487                          | 243                          | 151                          | 48                           | –                            | –                            | 15                           | 304                          |
| 3. saziv                     | 1957. – 1961.                | 497                          | 270                          | 169                          | 41                           | –                            | –                            | 17                           | –                            |
| 4. saziv                     | 1961. – 1965.                | 499                          | 242                          | 190                          | 67                           | –                            | –                            | –                            | –                            |
| 5. saziv                     | 1965. – 1969.                | 496                          | 245                          | 202                          | 49                           | –                            | –                            | –                            | –                            |
| 6. saziv                     | 1969. – 1972.                | 496                          | 242                          | 224                          | 30                           | –                            | –                            | –                            | –                            |
| 7. saziv                     | 1972. – 1976.                | 496                          | 225                          | 230                          | 41                           | –                            | –                            | –                            | –                            |
| 8. saziv                     | 1976. – 1980.                | 496                          | 243                          | 214                          | 39                           | –                            | –                            | –                            | –                            |
| 9. saziv                     | 1980. – 1983.                | 497                          | 226                          | 218                          | 53                           | –                            | –                            | –                            | –                            |
| 10. saziv                    | 1983. – 1987.                | 498                          | 244                          | 193                          | 34                           | 27                           | –                            | –                            | –                            |
| 11. saziv                    | 1987. – 1990.                | 497                          | 223                          | 186                          | 46                           | 42                           | –                            | –                            | –                            |
| 12. saziv                    | 1990. – 1994.                | 662                          | 319                          | 239                          | 79                           | 8                            | 17                           | –                            | –                            |
| 13. saziv                    | 1994. – 1998.                | 672                          | 294                          | 252                          | 47                           | 49                           | 30                           | –                            | –                            |
| 14. saziv                    | 1998. – 2002.                | 669                          | 245                          | 298                          | 43                           | 47                           | 36                           | –                            | –                            |
| 15. saziv                    | 2002. – 2005.                | 603                          | 248                          | 251                          | 47                           | 55                           | 2                            | –                            | –                            |
| 16. saziv                    | 2005. – 2009.                | 614                          | 226                          | 222                          | 61                           | 51                           | 54                           | –                            | –                            |
| 17. saziv                    | 2009. – 2013.                | 622                          | 239                          | 146                          | 93                           | 68                           | 76                           | –                            | –                            |
| 18. saziv                    | 2013. – 2017.                | 630                          | 310                          | 193                          | -                            | 63                           | 64                           | –                            | –                            |
| 19. saziv                    | 2017. – 2021.                | 709                          | 246                          | 153                          | 80                           | 67                           | 69                           | 92                           | 2                            |
| 20. saziv                    | 2021. – danas                | 736                          | 197                          | 206                          | 92                           | 118                          | 39                           | 79                           | 5                            |

1 1983. do 1990. Zeleni (Die Grünen), 1990. do 1994. Savez 90, od 1994. Savez 90/Zeleni

2 1990. do 2007. Stranka demokratskog socijalizma (PDS) odnosno Stranka ljevice, od 2007. Ljevica

3 Bavarska stranka (BP) 17, Komunistička partija Njemačke (KPD) 15, Gospodarska unija za obnovu (WAV) 12, Njemačka centristička stranka (Zentrum) 10, Njemačka stranka prava DKP-DRP 5, Stranka danske manjine (SSW) 1, nezavisni 3

4 Sveukupni njemački blok/Savez protjeranih i bespravnih (Gesamtdeutscher Block/Bund der Heimatvertriebenen und Entrechteten, GB-BHE 27, Njemačka centristička stranka (Zentrum) 3

## Poveznice
- Kršćansko-demokratska unija CDU
- Kršćansko-socijalna unija CSU
- Socijaldemokratska stranka SDP
- Slobodna demokratska stranka FDP

## Vanjske poveznice
- www.bundestag.de